# Резолуција Савета безбедности УН 1990
Резолуција Савета безбедности ОУН 1990 усвојена је једногласно 27. јуна 2011. године. Њоме је донесена одлука о успостављању Мисије УН-а у Судану, тј. спорном региону Абјеј у Јужном Кордофану. Према њеним одредбама Абјеј је демилитаризован услед сукоба између Владе Судана и НПОС-а, а ред и мир одржавају етиопски војници.